# 島根県道291号別府川本線
島根県道291号別府川本線（しまねけんどう291ごう べっぷかわもとせん）は、島根県邑智郡美郷町から邑智郡川本町に至る一般県道である。

## 概要
邑智郡美郷町別府から邑智郡川本町大字因原に至る。

### 路線データ
- 起点：邑智郡美郷町別府（島根県道186号美郷大森線交点）
- 終点：邑智郡川本町大字因原（国道261号交点）

## 歴史
- 1984年（昭和59年）12月28日 - 島根県告示第1,118号により認定される。

前身は島根県道291号君谷（きみだに）川本線。君谷とは1955年（昭和30年）1月31日まで存在した邑智郡の村で、別府地区もこの村の一部だった。
- 2004年（平成16年）10月1日 - 邑智郡邑智町と邑智郡大和村が対等合併して邑智郡美郷町が成立したことにより起点の地名が変更される。

## 路線状況

### 重複区間
- 島根県道31号仁摩邑南線（邑智郡川本町大字多田 - 邑智郡川本町大字久座仁）
- 島根県道187号川本大家線（邑智郡川本町大字谷戸（たんど） - 邑智郡川本町大字川下（かわくだり））
- 島根県道40号川本波多線（邑智郡川本町大字川下 - 邑智郡川本町大字川本）
- 島根県道31号仁摩邑南線（邑智郡川本町大字川本）

### 道路施設

#### 橋梁
- 川本大橋（江の川、邑智郡川本町、島根県道40号川本波多線重複区間内）

## 地理

### 通過する自治体
- 島根県
  - 邑智郡美郷町 - 邑智郡川本町

### 交差する道路
| 交差する道路                                                             | 市町村名 | 市町村名 | 交差する場所           | 交差する場所 |
| ------------------------------------------------------------------------ | -------- | -------- | ---------------------- | ------------ |
| 島根県道186号美郷大森線                                                  | 邑智郡   | 美郷町   | 別府                   | 起点         |
| 島根県道31号仁摩邑南線 重複区間起点                                      | 邑智郡   | 川本町   | 大字多田               |              |
| 島根県道31号仁摩邑南線 重複区間終点                                      | 邑智郡   | 川本町   | 大字久座仁             |              |
| 島根県道187号川本大家線 重複区間起点                                     | 邑智郡   | 川本町   | 大字谷戸（たんど）     |              |
| 島根県道40号川本波多線 重複区間起点 島根県道187号川本大家線 重複区間終点 | 邑智郡   | 川本町   | 大字川下（かわくだり） |              |
| 島根県道31号仁摩邑南線 重複区間起点 島根県道40号川本波多線 重複区間終点  | 邑智郡   | 川本町   | 大字川本               |              |
| 島根県道31号仁摩邑南線 重複区間終点                                      | 邑智郡   | 川本町   | 大字川本               |              |
| 島根県道295号日貫川本線                                                  | 邑智郡   | 川本町   | 大字因原               |              |
| 国道261号                                                                | 邑智郡   | 川本町   | 大字因原               | 終点         |

### 沿線
- 美郷町役場君谷交流センター
- 君谷郵便局
- JR西日本三江線
  - 石見川本駅
  - 因原駅（廃駅）
- 江の川
- 川本町立川本小学校
- 明神岩
- 道の駅インフォメーションセンターかわもと